# Marbefia carthyi
Marbefia carthyi is een eenoogkreeftjessoort uit de familie van de Laophontidae. De wetenschappelijke naam van de soort is voor het eerst geldig gepubliceerd in 1968 door Hamond.